# Попов, Александр Борисович
Александр Борисович Попов (род. 17 ноября 1959, Красноярск, РСФСР) — советский и российский тяжелоатлет, двукратный чемпион СССР (1986, 1988), чемпион России (1994), четырёхкратный призёр чемпионатов Европы (1983, 1986, 1988, 1993), призёр чемпионата мира (1983), участник Олимпийских игр (1988). Заслуженный мастер спорта России (1996). Судья всероссийской категории (2016).

## Биография
Александр Попов родился 17 ноября 1959 года в Красноярске. Начал заниматься тяжёлой атлетикой в возрасте 15 лет у Александра Афанасьева. С 1983 года тренировался под руководством Владимира Шукалова. 
С 1983 года входил в состав национальной сборной СССР. На чемпионате мира и Европы в Москве стал серебряным призёром, уступив соотечественнику Павлу Кузнецову лишь по собственному весу. В дальнейшем конкуренция между этими двумя атлетами продолжилась. 
В 1986 году Александр Попов впервые выиграл чемпионат СССР. В марте 1988 года на международном турнире «Кубок дружбы» в Таллине установил мировой рекорд в толчке (242,5 кг), который впоследствии так и не был побит и считался действующим вплоть до 1993 года, когда Международная федерация тяжёлой атлетики изменила границы весовых категорий. 
В июле 1988 года второй раз стал чемпионом СССР, был включён в состав участников Олимпийских игр в Сеуле и считался одним из главных фаворитов этих соревнований в весовой категории до 100 кг. Однако незадолго до процедуры взвешивания главный тренер сборной СССР Алексей Медведев настоял на включении Александра Попова в более тяжёлую весовую категорию. Сам Попов, не имея поддержки личного тренера Владимира Шукалова, который отсутствовал в Сеуле, так как ему не была своевременно оформлена виза, вынуждено согласился выступить в весе до 110 кг. При этом он посчитал, что целью его перевода в другую весовую категорию стало желание руководства тренерского штаба сборной устранить главного конкурента Павла Кузнецова, который был сыном одного из тренеров команды Виктора Кузнецова. Будучи деморализованным таким отношением к себе, не смог показать на олимпийском турнире максимальный для своих возможностей результат и в борьбе с соперниками, превосходившими его по собственному весу, занял лишь 5 место.
В дальнейшем выступал в весовой категории до 110 кг. В 1993–1994 года привлекался в состав сборной России. В 1993 году стал бронзовым призёром чемпионата Европы в Софии.
В 1996 году завершил свою спортивную карьеру. С 2001 года работает тренером СДЮШОР по тяжёлой атлетики города Красноярска. В 1996–2008 годах в ней проводился краевой юниорский турнир, носивший имя Александра Попова. 